# 波利多餐厅
波利多餐厅（Crémerie-Restaurant Polidor）是巴黎第六区的一家历史悠久的餐厅，位于奥德翁剧院地区的王子先生街41号，靠近卢森堡公园。它的前身成立于1845年,  自二十世纪初以来使用它现在的名字。它的名字来源于一种奶油甜点。100年来，餐厅的内部基本没有变化，烹调风格仍然是十九世纪末的风格，被形容为"传奇"。
波利多餐厅除了它的装饰和美食，更为出名的是其杰出的顾客。据说这里是安德烈·纪德的最爱，还曾招待过詹姆斯·乔伊斯, 欧内斯特·海明威,安托南·阿尔托、保罗·瓦勒里, 鲍希斯·维昂、胡利奥·科塔萨尔、杰克·凯鲁亚克和亨利·米勒。
波利多餐厅仍然是左岸一家受欢迎的餐馆，尤其受到附近巴黎大学(索邦大学) 和法兰西公学院学生的欢迎。